# Rodolfo di Catanzaro
Rodolfo d'Altavilla, detto Rao, conte di Catanzaro (prima metà dell'XI secolo – fra il 1101 e il 1111), è stato un feudatario normanno che nel 1089 ottenne metà delle terre dei Falluca fra cui Rocca Falluca e Catanzaro.

## Biografia
Figlio di Goffredo d'Altavilla, a sua volta quarto figlio di Tancredi d'Altavilla, Rao era fratello minore di Roberto di Loritello. Nelle fonti scritte il nome di Rodolfo appare due volte nel corso della ricattolicizzazione  della Calabria operata dai Normanni: nel 1096 funge da testimone durante la fondazione della diocesi latina di Squillace  e nel 1101 sottoscrive un diploma in favore di Brunone, meglio conosciuto come San Bruno, fondatore del monastero latino di Santo Stefano del Bosco..
Come racconta il cronista normanno Goffredo Malaterra, durante la lotta per la successione a Roberto il Guiscardo fra i due fratellastri Boemondo e Ruggero Borsa, Rao si schierò dalla parte di quest'ultimo. Ottenne metà delle terre di Adamo Falluca, figlio di Miera, comprendente i feudi di Rocca Falluca e Catanzaro: il nuovo territorio sarà soggetto a un intenso sfruttamento. Risulta già morto nel 1111, anno in cui la vedova Berta e i due figli Goffredo e Raimondo fecero una donazione in favore dell'abbazia di Santa Maria del Patire.